# رحمت أباد (مقاطعة فهرج)
رحمت أباد (بالإنجليزية: Rahmatabad, Fahraj)‏ هي مستوطنة تقع في البلدة المركزية في إيران. يقدر عدد سكانها بـ 798 نسمة .